# Francesco Lasca

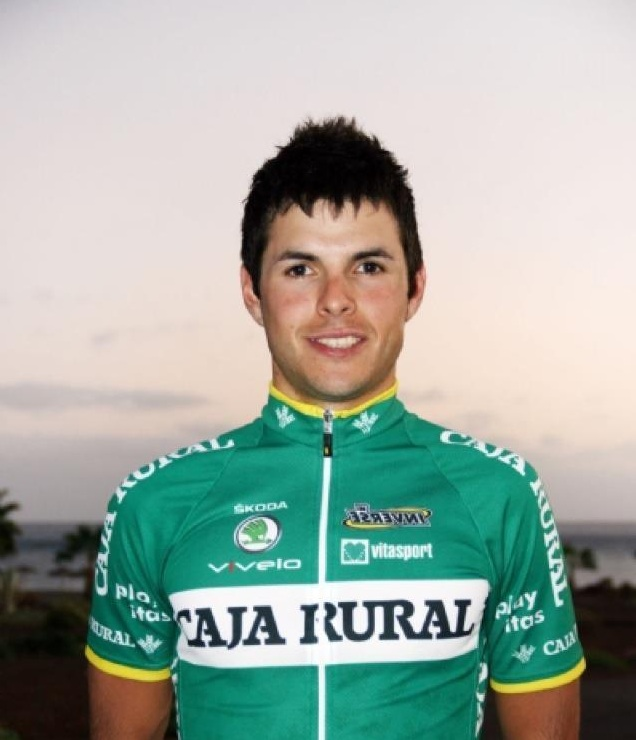
Francesco Lasca (2012)

Francesco Lasca (* 29. März 1988 in Osimo) ist ein ehemaliger italienischer Radrennfahrer.
Bedogni fuhr von 2012 bis 2015 für das spanische Professional Continental Team Caja Rural. In seinem ersten Jahr dort konnte er jeweils eine Etappe beim Circuit de Lorraine und bei der Volta a Portugal für sich entscheiden. Im nächsten Jahr gewann er das Eintagesrennen Vuelta a La Rioja. Anschließend nahm Lasca an seiner ersten „Grand Tour“, der Vuelta a España 2013, teil und beendete diese auf dem 140. Platz. Die Vuelta a España 2014 beendete er als 156.

## Erfolge
2012
- eine Etappe Circuit de Lorraine
- eine Etappe Volta a Portugal

2013
- Vuelta a La Rioja

## Teams
- 2012 Caja Rural
- 2013 Caja Rural-Seguros RGA
- 2014 Caja Rural-Seguros RGA
- 2015 Caja Rural-Seguros RGA